# チェルツェート
チェルツェート（イタリア語: Cerzeto）は、イタリア共和国カラブリア州コゼンツァ県にある、人口約1,400人の基礎自治体（コムーネ）。

## 地理

### 位置・広がり

#### 隣接コムーネ
隣接するコムーネは以下の通り。
- ビジニャーノ
- チェルヴィカーティ
- フスカルド
- モングラッサーノ
- ロータ・グレーカ
- サン・マルティーノ・ディ・フィニータ
- トラーノ・カステッロ